# العلاقات النيجرية الباهاماسية
العلاقات النيجرية الباهاماسية هي العلاقات الثنائية التي تجمع بين النيجر وباهاماس.

## مقارنة بين البلدين
هذه مقارنة عامة ومرجعية للدولتين:
| وجه المقارنة                                              | النيجر          | باهاماس      |
| --------------------------------------------------------- | --------------- | ------------ |
| المساحة (كم2)                                             | 1.27 مليون      | 13.88 ألف    |
| عدد السكان (نسمة)                                         | 21.48 مليون     | 395.36 ألف   |
| الكثافة السكانية (ن./كم²)                                 | 16.91           | 28.48        |
| العاصمة                                                   | نيامي           | ناساو        |
| اللغة الرسمية                                             | لغة فرنسية      | لغة إنجليزية |
| العملة                                                    | فرنك غرب أفريقي | دولار بهامي  |
| الناتج المحلي الإجمالي (بليون دولار)                      | 8.12 مليار      | 12.16 مليار  |
| الناتج المحلي الإجمالي (تعادل القوة الشرائية) بليون دولار | 19.01 مليار     | 8.92 مليار   |
| الناتج المحلي الإجمالي الاسمي للفرد دولار أمريكي          | 358             | 22.82 ألف    |
| الناتج المحلي الإجمالي للفرد دولار أمريكي                 | 938             |              |
| مؤشر التنمية البشرية                                      | 0.348           | 0.790        |
| رمز المكالمات الدولي                                      | +227            | +1242        |
| رمز الإنترنت                                              | .ne             | .bs          |
| المنطقة الزمنية                                           | ت ع م+01:00     | 00           |

## منظمات دولية مشتركة
يشترك البلدان في عضوية مجموعة من المنظمات الدولية، منها:
| علم المنظمة | اسم المنظمة                                 | تاريخ انضمام النيجر | تاريخ انضمام باهاماس |
| ----------- | ------------------------------------------- | ------------------- | -------------------- |
|             | مؤسسة التنمية الدولية                       | 24 أبريل 1963       | 23 يونيو 2008        |
|             | يونسكو                                      | 10 نوفمبر 1960      | 23 أبريل 1981        |
|             | وكالة ضمان الاستثمار متعدد الأطراف          | 10 مايو 2012        | 4 أكتوبر 1994        |
|             | الأمم المتحدة                               | 20 سبتمبر 1960      | 18 سبتمبر 1973       |
|             | مجموعة دول أفريقيا والكاريبي والمحيط الهادئ | ?                   | ?                    |
|             | الفريق المعني برصد الأرض                    | ?                   | ?                    |
|             | الاتحاد البريدي العالمي                     | ?                   | ?                    |
|             | البنك الدولي للإنشاء والتعمير               | 24 أبريل 1963       | 21 أغسطس 1973        |
|             | الاتحاد الدولي للاتصالات                    | 14 نوفمبر 1960      | 19 أغسطس 1974        |
|             | منظمة حظر الأسلحة الكيميائية                | ?                   | ?                    |
|             | مؤسسة التمويل الدولية                       | 7 يناير 1980        | 8 ديسمبر 1986        |
|             | المركز الدولي لتسوية المنازعات الاستشارية   | 14 ديسمبر 1966      | 18 نوفمبر 1995       |
|             | منظمة الشرطة الجنائية الدولية               | ?                   | ?                    |